# Dan (patriarca)

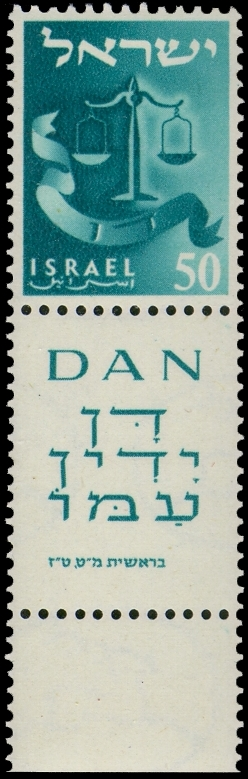
Símbolo de la tribu de Dan. Inscripción hebrea: "Dan juzgará a su pueblo" (Génesis 49:16).

Mapa con las doce tribus israelitas, 1200-1050 a. C. El territorio de la Tribu de Dan figura sobre el oeste, en verde oscuro.

Dan (hebreo: דָּן que significa «juzgar») era el quinto hijo de Jacob y el primer hijo de Bilha, la criada de Raquel; su segunda esposa. El hermano menor era Neftalí. Dan era patriarca y ascendiente de la tribu de Dan en Egipto. Vivió 120 años (40 años en Canaán y 80 años en Egipto), y murió naturalmente en Egipto. Según la Biblia, su hijo Jusin y los hermanos lo cargaron en un cofre de madera para sepultarlo cerca de la cueva del campo de Makpelá que está frente a Mambre, es decir, Hebrón, en Canaán junto a las tumbas de Abraham, Isaac y Jacob.